# Municipio de Nixonton
El municipio de Nixonton (en inglés: Nixonton Township) es un municipio ubicado en el  condado de Pasquotank en el estado estadounidense de Carolina del Norte. En el año 2010 tenía una población de 9.170 habitantes.

## Geografía
El municipio de Nixonton se encuentra ubicado en las coordenadas 36°14′40.57″N 76°12′57.76″O / 36.2446028, -76.2160444.